# Challenger de Launceston 2015
El Launceston International 2015 es un torneo de tenis profesional jugado en exteriores canchas duras. Es la primera edición del torneo que forma parte del ATP Challenger Tour 2015, con un total de 50.000 dólares en premios. Se lleva a cabo en Launceston, Tasmania, Australia, el 8-15 de febrero de 2015.

## Jugadores participantes del cuadro de individuales

### Cabezas de serie
| Favorito | País                      | Jugador          | Rank1 | Posición en el torneo |
| -------- | ------------------------- | ---------------- | ----- | --------------------- |
| 1        | Bandera de Japón          | Yūichi Sugita    | 130   | Segunda ronda         |
| 2        | Bandera de la India       | Somdev Devvarman | 139   | Primera ronda         |
| 3        | Bandera del Reino Unido   | Kyle Edmund      | 148   | Primera ronda, retiro |
| 4        | Bandera de Japón          | Hiroki Moriya    | 150   | Primera ronda         |
| 5        | Bandera de Corea del Sur  | Hyeon Chung      | 151   | FINAL                 |
| 6        | Bandera de Australia      | Luke Saville     | 162   | Segunda ronda         |
| 7        | Bandera de Moldavia       | Radu Albot       | 166   | Segunda ronda         |
| 8        | Bandera de Estados Unidos | Bradley Klahn    | 167   | Cuarto de final       |

- 1 Se ha tomado en cuenta el ranking del 2 de febrero de 2015.

### Otros participantes
Los siguientes jugadores recibieron una invitación, por lo tanto ingresan directamente al cuadro principal (WC):
- Destanee Aiava
- Alison Bai
- Seone Mendez
- Viktorija Rajicic

Los siguientes jugadores ingresan al cuadro principal tras disputar el cuadro clasificatorio (Q):
- Omar Jasika
- Gavin Van Peperzeel
- Yūichi Sugita
- Finn Tearney

## Campeones

### Individual Masculino
Challenger de Launceston 2015 (individual masculino)
- Bjorn Fratangelo derrotó en la final a  Chung Hyeon por

### Dobles Masculino
Challenger de Launceston 2015 (dobles masculino)
- Radu Albot /  Mitchell Krueger derrotaron en la final a  Adam Hubble /  Jose Rubin Statham por 3–6, 7–5, [11-9]